# 山上伊太郎
山上 伊太郎（やまがみ いたろう、1903年8月26日 - 1945年6月18日 推定）は、日本の脚本家、映画監督である。御室撮影所時代の「マキノ・プロダクション」を彩る名脚本家として知られる。代表作はマキノ雅弘監督の『浪人街』（1927年、昭和2年、無声映画）である。

## 来歴
1903年（明治36年）8月26日、京都市下京区宮川筋8丁目（現在の東山区宮川筋8丁目、五条大橋の北東側たもと近く）に生まれる。伊太郎は米屋を営む父山上伊三郎と、その妻エイの連れ子タミ(当時26歳)の間に不倫の子として生まれた。それを知ったタミの母エイは実家に戻り、父伊三郎は1年後に死去（死因は、妻の連れ子に子を生ませたことによる心労による病死か自殺なのかは不明）。母タミ（27歳）は、自立して働く意欲もなく、伊太郎（１歳）と母違いの兄（8歳）とともに、タミの実弟柴田熊吉（エイとエイの元夫柴田吉兵衛の子）の家に引き取れられた。伊太郎7歳の時、母タミのワガママな振る舞いのため、伊太郎と兄とタミ（34歳）は、柴田家を追い出された。当時、兄利三郎は14歳、京都府立第1中学校2年生だったが、中退し、7歳の弟伊太郎と、生活力をなくしたタミを連れて、大津市に移住し、弟伊太郎とその母タミを養うことになった。伊太郎は旧制小学校を卒業後、滋賀県庁に給仕として勤めた。1923年（大正12年）12月、20歳のときに東亜キネマ設立と同時に脚本部研究生として等持院撮影所に入社する。2年以上が経過した1926年（大正15年）、仁科熊彦監督の『帰って来た英雄 前篇・後篇』の脚本でデビュー、同作は3月11日、18日に公開された。
牧野省三の東亜キネマから「マキノ・プロダクション」への独立に際し、当時牧野の支援を受け「連合映画芸術家協会」を設立した小説家の直木三十五に才能が認められ、マキノの俳優でのちにプロデューサーとなる玉木潤一郎にスカウトされ、マキノに移籍した。移籍第1作の『闇乃森』は、山上の原作をもとに牧野自身が脚色、橋本佐一呂が監督し、東亜でのデビュー作公開のわずか1週後の3月26日に公開された。
山上がオリジナル脚本を書き、牧野の子息マキノ雅弘（正博）が監督、三木稔が撮影した1927年（昭和2年）の『浪人街』、1928年（昭和3年）の『首の座』は、どちらも当時の『キネマ旬報』誌のベストワンとなった。山上の黄金時代であり、マキノ・プロダクションのそれであった。
1929年（昭和4年）7月25日に牧野が死去、同社は混乱の様相を呈する。映画監督を目指し、1932年（昭和7年）、山上は片岡千恵蔵プロダクションに転じ、やがて1934年（昭和9年）に嵐寛寿郎プロダクションで、嵐寛寿郎主演の『兵学往来髭大名』で監督としてデビュー、同作は同年6月14日に新興キネマの配給で公開されたが、批評・興行ともに惨憺たるものであった。山上は31歳であった。
その後は日活京都撮影所で脚本を書いていたが、1942年（昭和17年）の戦時下による大映への統合の際に、「人員整理」の対象となり職を失う。翌1943年（昭和18年）、志願して報道班に加わり、フィリピンへと赴任した。1945年（昭和20年）6月18日（推定）、フィリピン・ルソン島北部山岳地帯のイフガオ州キアンガン付近で行方不明となり、のちに戦死広報とともに空の骨箱が遺された家族のもとに届けられた。満41歳没。

## 人物・エピソード
遊郭のあった宮川町は映画界とつながりが深かった。祇園や島原で旦那を気取って遊ぶなら、映画人の月給二、三百円なら月に一度くらいが良いところだったが、宮川町なら六、七度遊べたのである。当時、時代劇作家で女を描くことでは彼の右に出るものはなかろうと噂された山上は、この宮川町で空想の中に描いていた女性にめぐり遭った。
『浪人街』（昭和3年）を書いている頃なら千円ほどの身代金を払ってでも身受けできただろうが、このころの山上は生活にあくせくしていた状態で、それでもなんとか哀れな彼女を苦界から救い出そうと、地位も名誉も投げ捨てて、ついに彼女を足抜きさせた。稲垣浩によると、「それは植草圭之助氏の作品『冬の花悠子』と好一対の話である」とするほどの純愛物語だったという。
借金を返済せずに女を廓から連れ出す「足抜き」は法的にも廓の掟にも背くものだが、すべて承知の上で山上はこの冒険を犯した。幸いにも山上という素性を知られずに済み、二年間の潜伏でほとぼりは冷め、事無く収まった。
しかし二年間のブランクの間に映画は無声から発声に、世は泰平から戦時に移り、妻とした彼女に子も出来ていた。そして年上の先妻との別れ話などのいざこざもあり、山上は作家としての自信を失いはじめていた。稲垣は「その辺の事情は、いまにして思えば『尊王村塾』（昭和14年）がよく物語っている」と述べている。
終に山上は軍属を志願しフィリピン派遣軍の報道班に加わり、上官によると、米軍が迫る中、部隊は撤退していったが、山上は、病気で動けない部下とともに現場に残り、そのまま、消息がたえた。また宮川町から連れ去った女と一子の消息はその後定かでないという。
日活に入った嵐寛寿郎と稲垣を結び付けたのは山上だったという。

## フィルモグラフィおよび劇場公演とDVD
特筆クレジットのないものは「脚本」のみである。
1926年
- 帰って来た英雄 前篇　原作・脚本　監督仁科熊彦、撮影石川東橘、主演高木新平、生野初子　※東亜キネマ等持院撮影所
- 帰って来た英雄 後篇　原作・脚本　監督仁科熊彦、撮影石川東橘、主演高木新平、生野初子　※東亜キネマ等持院撮影所
- 闇乃森　原作　監督橋本佐一呂、総指揮・脚本マキノ省三、撮影田中十三、主演大谷友三郎　※マキノ・プロダクション御室撮影所
- 女経　原作・脚本　監督金森万象、撮影松田定次、主演大谷友三郎、鈴木澄子　※マキノ・プロダクション御室撮影所
- 砕かれた人形　監督曾根純三、原作椎名良太、撮影石野誠三、主演荒木忍　※マキノ・プロダクション御室撮影所

1927年 マキノ・プロダクション御室撮影所
- 狼火　原作・脚本　指揮マキノ省三、監督金森万象、撮影石野誠三、主演マキノ正唯
- 鞍馬天狗異聞 角兵衛獅子　総指揮マキノ省三、原作大仏次郎、監督曾根純三、撮影三木稔、主演嵐長三郎（嵐寛寿郎）、松尾文人
- 悪魔の星の下に　原作・脚本　指揮マキノ荘造（省三）、監督二川文太郎、撮影松浦詩華留（松浦茂）、主演月形龍之介
- 鞍馬天狗異聞 続・角兵衛獅子　監督曾根純三、撮影三木稔、主演嵐長三郎、松尾文人
- 砂絵呪縛 第一篇　総指揮マキノ省三、監督金森万象、撮影土師清二、主演月形龍之介
- 砂絵呪縛 第二篇　総指揮マキノ省三、監督金森万象、撮影土師清二、主演若松文男
- 百万両秘聞 第一篇　監督マキノ省三、原作三上於菟吉、撮影松浦茂、主演嵐長三郎
- 任侠二刀流 第一篇　監督高見貞衛、原作国枝史郎、撮影三木稔、主演片岡千恵蔵
- 百万両秘聞 第二篇　監督マキノ省三、監督補松田定次、鈴木桃咲、原作三上於菟吉、撮影松浦茂、主演嵐長三郎
- 百万両秘聞 最終篇　監督マキノ省三、原作三上於菟吉、撮影松浦茂、主演嵐長三郎
- 砂絵呪縛 終篇　監督金森万象、撮影石野誠三、主演月形龍之介
- 任侠二刀流 第二篇　監督高見貞衛、原作国枝史郎、撮影三木稔・藤井春美、主演片岡千恵蔵

1928年 マキノ・プロダクション御室撮影所
- 愛しき彼　監督・原作マキノ正博、撮影三木稔、主演杉狂児
- 任侠二刀流 終篇　監督高見貞衛、原作国枝史郎、撮影三木稔、主演片岡千恵蔵
- 角兵衛獅子功名帖　監督曾根純三、撮影三木稔、主演嵐長三郎、松尾文人
- 燃ゆる花片　監督マキノ正博、原作野村愛正、撮影石野誠三、主演マキノ智子、荒木忍、松尾文人　※マキノ・プロダクション名古屋撮影所
- 忠魂義烈 実録忠臣蔵　総指揮・監督マキノ省三、監督補秋篠珊次郎（井上金太郎）、共同脚本西條照太郎、撮影田中十三、主演伊井蓉峰、諸口十九
- 間者　総指揮マキノ省三、監督マキノ正博・松田定次・稲葉蛟児、撮影大森伊八、主演市川小文治
- 新版大岡政談 前篇　総指揮マキノ省三、監督二川文太郎、撮影松浦しげる、主演嵐長三郎
- 新版大岡政談 中篇　総指揮マキノ省三、監督二川文太郎、撮影松浦しげる、主演嵐長三郎
- 蹴合鶏　原作・脚本　総指揮マキノ省三、監督マキノ正博、撮影松浦茂、主演南光明
- 浪人街 第一話 美しき獲物　原作・脚本　総指揮マキノ省三、監督マキノ正博、助監督滝沢憲（滝沢英輔）・並木鏡太郎、撮影三木稔、主演南光明、谷崎十郎、根岸東一郎
- 崇禅寺馬場　原作・脚本　監督マキノ正博、助監督並木鏡太郎・滝沢憲、撮影三木稔、主演南光明、高木新平

1929年 マキノ・プロダクション御室撮影所
- 浪人街 第二話 楽屋風呂 第一篇　原作・脚本　総指揮マキノ省三、監督マキノ正博、助監督滝沢憲・吉田信三・塩田耕平、撮影三木稔、主演南光明、津村博、根岸東一郎
- 浪人街 第二話 楽屋風呂 解決篇　原作・脚本　総指揮マキノ省三、監督マキノ正博、助監督滝沢憲・吉田信三・塩田耕平、撮影三木稔、主演南光明、津村博、根岸東一郎
- 弥次喜多 東海道の巻　監督井上金太郎、原作マキノ省三、撮影與徳雄、主演根岸東一郎、阪東三右衛門
- 弥次喜多 第二篇　監督金森万象、原作マキノ省三、撮影石野誠三、主演根岸東一郎、阪東三右衛門
- 首の座　原作・脚本　監督マキノ正博、撮影三木稔、主演谷崎十郎
- 浪人街 第三話 憑かれた人々　原作・脚本　監督マキノ正博、撮影三木稔、主演沢村国太郎、荒木忍

1932年 片岡千恵蔵プロダクション
- 白夜の饗宴　原作・脚本　監督マキノ正博、撮影石本秀雄、主演片岡千恵蔵
- 時代の驕児　原作・脚本　監督稲垣浩、撮影石本秀雄、主演片岡千恵蔵

1933年
- 伊庭八郎　監督荒井良平、原作子母沢寛、撮影谷本精史、主演山本礼三郎　※日活太秦撮影所
- 上州七人嵐　監督滝沢英輔、原作佐々木味津三、撮影酒井宏、主演大河内伝次郎　※日活太秦撮影所
- 敵への道　原作・脚本　監督稲葉大三郎（蛟児）、撮影與徳雄、主演市川右太衛門 ※市川右太衛門プロダクション、配給松竹キネマ
- 国定忠治 霽れる赤城の巻　監督稲垣浩、撮影石本秀雄、主演片岡千恵蔵　※片岡千恵蔵プロダクション、配給日活
- 剣鬼三人旅　原作・脚本　監督並木鏡太郎、撮影三浦茂樹、主演嵐寛寿郎　※嵐寛寿郎プロダクション、配給新興キネマ

1934年
- 天保水滸伝　原作・脚本　監督松田定次、撮影三木稔、主演月形龍之介　※新興キネマ
- 兵学往来髭大名　監督・原作・脚本　撮影野村金吾、主演嵐寛寿郎　※嵐寛寿郎プロダクション
- 荒木又右衛門 天下の伊賀越　原作・脚本　総指揮池永浩久、監督勝見庸太郎、撮影円谷英二・河崎喜久三、主演早川雪洲　※太秦発声映画

1935年
- 情熱の不知火　原作　監督・脚本村田実、撮影青島順一郎、主演片岡千恵蔵　※片岡千恵蔵プロダクション嵯峨野撮影所
- 魔風一騎 前篇 北斗の巻　監督・脚本　原作三上於菟吉、撮影石本秀雄、主演片岡千恵蔵　※片岡千恵蔵プロダクション、配給新興キネマ

日活京都撮影所
- 丹下左膳 日光の巻　1936年　監督渡辺邦男、原作林不忘、撮影松村禎三、音楽古賀政男・白木義信、主演大河内伝次郎
- 丹下左膳 愛憎魔剣篇　1937年　監督渡辺邦男、原作林不忘、撮影松村禎三・竹村康和、音楽白木義信、主演大河内伝次郎
- 丹下左膳 完結咆吼篇　1937年　監督渡辺邦男、原作林不忘、撮影竹村康和、音楽白木義信、主演大河内伝次郎
- 忠臣蔵 天の巻　1938年　総指揮逢坂弥・森田佐吉、監修横田永之助、製作根岸寛一・藤田平二、監督マキノ正博、撮影石本秀雄、主演片岡千恵蔵、嵐寛寿郎、阪東妻三郎、月形龍之介、沢村国太郎、市川百々之助
- 出世太閤記　1938年　原作・脚本　監督稲垣浩、撮影宮川一夫、主演嵐寛寿郎
- 武士道の鬼　1939年　監督倉谷勇、撮影竹村康和、主演月形龍之介
- 尊王村塾　1939年　原作・脚本　監督稲垣浩、撮影宮川一夫、主演月形龍之介
- 浪人街　1939年　原作・脚本　監督マキノ正博、撮影石本秀雄、主演月形龍之介、沢村国太郎、香川良介、轟夕起子
- 弥次喜多 名君初上り　1940年　原作・脚本　監督マキノ正博、撮影石本秀雄、音楽大久保徳二郎、主演片岡千恵蔵、沢村国太郎、志村喬、ディック・ミネ、美ち奴、市川春代
- 伊達大評定　1941年　監督池田富保、原作滝川紅葉（池田富保）、撮影松村禎三、主演沢村国太郎

没後 - 原作
- 酔いどれ八萬騎　1951年　企画藤川公成、監督・脚本マキノ雅弘、撮影三木滋人、主演原健作　※東映京都撮影所
- 女間者秘聞 赤穂浪士　1953年　企画マキノ光雄・玉木潤一郎・坪井与、監督佐々木康、脚本八尋不二、撮影三木滋人、主演片岡千恵蔵、木暮実千代　※東映京都撮影所
- 浪人街　1957年　監督・脚本マキノ雅弘、共同脚本村上元三、撮影三村明、主演近衛十四郎、藤田進、河津清三郎　※京都映画、配給松竹  DVDもあり
- 仇討崇禅寺馬場　1957年　企画大森康正、監督マキノ雅弘、脚本依田義賢、撮影伊藤武夫、主演大友柳太朗　※東映京都撮影所
- 大江戸の侠児　1960年　企画田口直也、監督・脚本加藤泰、撮影わし尾元也、主演大川橋蔵、香川京子　※東映京都撮影所
- 浪人街　1990年　総監修マキノ雅広、監督黒木和雄、脚本笠原和夫、撮影高岩仁、主演原田芳雄、樋口可南子、石橋蓮司、勝新太郎　※山田洋行ライトヴィジョン・松竹・日本テレビ放送網  DVDもあり
- 浪人街　2004年青山劇場公演　脚本マキノノゾミ、演出山田和也、主題曲坂本龍一、衣装デザインワダエミ、主演唐沢寿明、松たか子、田中美里、成宮寛貴、伊原剛志。中村獅童、田山涼成、升毅、企画・制作・プロデューサー:河出洋一 TBS、
- 浪人街　2004年　上記の青山劇場公演のDVD　【収録時間】 140分 【画面サイズ】 ワイド 【映像特典内容】 唐沢寿明×マキノノゾミ(脚本)×河出洋一(プロデューサー)対談/松たかこ×ワダエミ(衣装)対談 他 【出演者一覧】 【メーカー】 ポニーキャニオン 東京放送 【枚数】 2 枚

## 関連事項
- 東亜キネマ - マキノ・プロダクション （牧野省三）
- 片岡千恵蔵プロダクション （片岡千恵蔵）
- 嵐寛寿郎プロダクション （嵐寛寿郎）
- 寿々喜多呂九平
- 悪麗之助
- 山中貞雄
- マキノ雅弘
- 稲垣浩
- キアンガン （en:Kiangan, Ifugao）

## 参考書籍
- 『山上伊太郎の世界』、竹中労『日本映画縦断 第3巻』所収、白川書院、1976年
- 『山上伊太郎のシナリオ』、マキノ雅弘・稲垣浩編、白川書院、1976年
- 『映画渡世 天の巻 - マキノ雅弘自伝』、マキノ雅弘、平凡社、1977年

角川文庫、1984年 ISBN 4041587018
平凡社、新装版、2002年 ISBN 4582282016

## 註
1. 1 2 3 4 5 6  『日本映画監督全集』（キネマ旬報社、1976年）の「山上伊太郎」の項（p.416）を参照。同項執筆は竹中労。
2. ↑  『日本映画の若き日々』（稲垣浩、毎日新聞社刊）